# КТХ (хоккейный клуб)
КТХ Криница — польский хоккейный клуб из города Крыница-Здруй. Основан в 1928 году. Выступает в польской хоккейной лиге. Домашние матчи проводит на арене Дворец спорта.

## История клуба
Клуб был основан в 1928 году. В 1950-м клуб выиграл своё первое и единственное чемпионство. В 2011 году клуб не получил лицензии на участие в польской хоккейной лиге и был снят с соревнований. С 2012 года клуб выступает во третьей по силе лиге Польши. В 2013 году клуб снова был заявлен в Польскую хоккейную лигу.

## Второй состав
В настоящее время в первой лиге выступает также дубль команды.

## Достижения
- Чемпионат Польши по хоккею:
  - Победители (1)  : 1950
  - Серебряный призёр (4)  : 1949, 1951, 1953, 1999
  - Бронзовый призёр (4)  : 1937, 1952, 1957, 2000